# Dalechampia catati
Dalechampia catati là một loài thực vật có hoa trong họ Đại kích. Loài này được Leandri mô tả khoa học đầu tiên năm 1943.